# 苗岭路站
苗岭路站是青岛地铁2号线与蓝谷快线的地铁车站，是一个换乘站，位于中华人民共和国山东省青岛市崂山区深圳路与苗岭路交叉口，为蓝谷快线南端终点站，2号线车站于2017年12月10日开通，蓝谷快线车站于2018年4月23日开通。

## 车站结构
苗岭路站位于深圳路与苗岭路交叉口，其中2号线车站沿深圳路设置，呈南北走向，为地下两层岛式站台车站，车站地下一层为站厅层，地下二层为站台层，站台设置全高站台门。蓝谷快线车站沿苗岭路设置，呈东西走向，为地下三层侧式站台车站，车站长171.8米，标准段宽25.1米，车站地下一层为站厅层，地下二层为通道层，地下三层为站台层，站台设置全高站台门，车站东侧设有一条单渡线，西侧设有一组交叉渡线，供列车折返使用。两线采用T型换乘形式，换乘节点连接2号线站台中部与11号线两侧站台西侧。
|                   |  | 2号线往李村公园（同安路）           |
| 島式 · 開左邊车门 |  |                                     |
|                   |  | 2号线往四川路（轮渡）（石老人浴场） |

| 側式 · 開右邊车门 |  |                              |
|                   |  | 蓝谷快线落客                 |
|                   |  | 蓝谷快线往钱谷山（会展中心） |
| 側式 · 開右邊车门 |  |                              |

## 出入口
苗岭路站目前开放5个出入口，各出口及周围设施如下所示：
| 编号                | 指示                     | 建议前往的目的地 | 图片 |
| ------------------- | ------------------------ | --- | ---- |
| A · 出口            | 深圳路(西)，仙霞岭路(南) | 山东高速大厦，裕龙科技大厦，青岛大学附属医院崂山院区，创客公园，天宝国际，青岛市公安局崂山分局，自然资源部第一海洋研究所，裕龙大厦，裕龙科技公寓 |      |
| B · 出口            | 深圳路(东)，仙霞岭路(南) | 金岭花园，丽达购物中心，青岛银行，金岭世家，蓝海大饭店，远洋大饭店，崂山区政府                                                                   |      |
| D · 出口 · （设有） | 深圳路(东)，苗岭路(南)   | 国际发展中心，平安银行，星光里，丽达购物中心，青岛市崂山风景区管理局，青岛环球金融中心，金岭广场，农业银行                                       |      |
| E · 出口            | 深圳路(东)，梅岭东路(北) | IBK企业银行，建设银行，国际发展中心，天泰金融中心，工商银行，青岛圣托里尼大酒店，青岛大剧院，天泰金融广场                                        |      |
| F · 出口 · （设有） | 深圳路(西)，苗岭路(南)   | 中泰证券，民生银行，浦发银行，中信银行，上实中心，中天大厦，青岛美高梅酒店，青岛钓鱼台酒店                                                       |      |
| 图例： 设有         |                          | |      |

## 接驳交通

### 公交车
- 深圳路苗岭路：34路，501路，623路，632路环行，641路
- 苗岭路深圳路：382路，501路，606路

## 车站历史
本站工程名与正式站名均为苗岭路站，以车站横跨的苗岭路命名。
- 2017年12月10日，车站随2号线一期东段通车开通[1]。
- 2018年4月23日，蓝谷快线（时称11号线）通车，车站成为换乘车站[2]。